# کپتینز کوو (ویرجینیا)
کپتینز کوو (به انگلیسی: Captains Cove) یک منطقهٔ مسکونی در ایالات متحده آمریکا است که در شهرستان اکوماک، ویرجینیا واقع شده‌است.